# МКС-64
МКС-64 — шестьдесят четвёртая долговременная экспедиция Международной космической станции (МКС), которая началась 21 октября 2020 года, 23:32 UTC в момент отстыковки корабля «Союз МС-16». Экспедицию начал экипаж космического корабля «Союз МС-17» из трёх человек, перешедших из экспедиции МКС-63.
17 ноября 2020 года, 04:19 UTC экспедиция МКС-64 расширилась до семи человек за счёт экипажа миссии SpaceX Crew-1, ставшей первым регулярным пилотируемым полётом корабля серии Dragon-2 (запуск 16 ноября 2020 года).
9 апреля 2021 года, 11:05 UTC экспедиция МКС-64 пополнилась ещё тремя членами экипажа в момент стыковки космического корабля «Союз МС-18».
Экспедиция завершена 17 апреля 2021 года, 01:34 UTC в момент отстыковки корабля «Союз МС-17» от МКС.

## Экипаж
| Должность   | 21.10—17.11.20       | 17.11.20—09.04.21    | 09.04—17.04.21       | № полёта | Корабль доставки |
| ----------- | -------------------- | -------------------- | -------------------- | -------- | ---------------- |
| Командир    | Сергей Рыжиков       | Сергей Рыжиков       | Сергей Рыжиков       | 2        | Союз МС-17       |
| Бортинженер | Сергей Кудь-Сверчков | Сергей Кудь-Сверчков | Сергей Кудь-Сверчков | 1        | Союз МС-17       |
| Бортинженер | Кэтлин Рубинс        | Кэтлин Рубинс        | Кэтлин Рубинс        | 2        | Союз МС-17       |
| Бортинженер |                      | Майкл Хопкинс        | Майкл Хопкинс        | 2        | SpaceX Crew-1    |
| Бортинженер | Виктор Гловер        | Виктор Гловер        | 1                    |          | SpaceX Crew-1    |
| Бортинженер | Соити Ногути         | Соити Ногути         | 3                    |          | SpaceX Crew-1    |
| Бортинженер | Шеннон Уокер         | Шеннон Уокер         | 2                    |          | SpaceX Crew-1    |
| Бортинженер |                      |                      | Олег Новицкий        | 3        | Союз МС-18       |
| Бортинженер | Пётр Дубров          | 1                    |                      |          | Союз МС-18       |
| Бортинженер | Марк Ванде Хай       | 2                    |                      |          | Союз МС-18       |

## Ход экспедиции

### Выходы в открытый космос
- 18 ноября 2020 года, Сергей Рыжиков и Сергей Кудь-Сверчков, выход из модуля «Поиск», длительность 6 часов 47 минут, космонавты занимались подготовкой станции к прибытию модуля «Наука», а также выполнением работ на модуле «Звезда», космонавтам не удалось заменить панели системы терморегулирования модуля «Заря»[1].
- 27 января 2021 года, Майкл Хопкинс и Виктор Гловер, выход из модуля «Квест», длительность 6 часов 56 минут, дооборудование модуля Columbus платформой Bartolomeo и терминалом связи COL-Ka[2].
- 1 февраля 2021 года, Хопкинс и Гловер, выход из модуля «Квест», длительность 5 часов 20 минут, успешное завершение замены аккумуляторных батарей станции[3].
- 28 февраля 2021 года, Кэтлин Рубинс и Гловер, выход из модуля «Квест», длительность 7 часов 04 минуты, астронавты провели работы по подготовке к установке новых солнечных батарей[4].
- 5 марта 2021 года, Рубинс и Соити Ногути, выход из модуля «Квест», длительность 6 часов 56 минут, астронавты продолжили работы по подготовке к установке новых солнечных батарей[5].
- 13 марта 2021 года, Хопкинс и Гловер, выход из модуля «Квест», длительность 6 часов 47 минут, астронавты переподключили перемычки системы охлаждения, заменили антенну беспроводной связи на модуле Unity, а также подключили три кабеля на внешней поверхности европейского лабораторного модуля «Коламбус» и установили усилитель конструкции теплозащитной крышки на шлюзе «Квест»[6].

### Принятые грузовые корабли
- SpaceX CRS-21, запуск 06.12.2020, стыковка 07.12.2020 к модулю «Гармония» (IDA-3 на PMA-3).
- Прогресс МС-16, запуск 15.02.2021, стыковка 17.02.2021 к модулю «Пирс».
- Cygnus CRS NG-15, запуск 20.02.2021, захват и пристыковка к надирному узлу модуля Unity манипулятором SSRMS 22.02.2021.

### Отстыкованные грузовые корабли
- Cygnus CRS NG-14, отстыковка и отделение от надирного узла модуля Unity манипулятором SSRMS 06.01.2021, затопление 26.01.2021.
- SpaceX CRS-21, отстыковка 12.01.2021 от модуля «Гармония» (IDA-3 на PMA-3), приводнение 14.01.2021.
- «Прогресс МС-15», отстыковка от модуля «Пирс» и затопление 09.02.2021.

### Перестыковки кораблей
- 19 марта 2021 года — перестыковка «Союза МС-17» с модуля «Рассвет» на модуль «Поиск».
- 5 апреля 2021 года — перестыковка «Crew-1 Dragon» с переднего стыковочного узла PMA-2 на зенитный стыковочный узел PMA-3 модуля «Гармония»[7].